# Kokhanok
Kokhanok is een plaats (census-designated place) in de Amerikaanse staat Alaska, en valt bestuurlijk gezien onder Lake and Peninsula Borough.

## Demografie
Bij de volkstelling in 2000 werd het aantal inwoners vastgesteld op 174.

## Geografie
Volgens het United States Census Bureau beslaat de plaats een oppervlakte van
55,5 km², waarvan 55,2 km² land en 0,3 km² water.

## Plaatsen in de nabije omgeving
De onderstaande figuur toont nabijgelegen plaatsen in een straal van 64 km rond Kokhanok.